# Mistothericles whitei
Mistothericles whitei är en insektsart som först beskrevs av Vitaly Michailovitsh Dirsh 1964.  Mistothericles whitei ingår i släktet Mistothericles och familjen Thericleidae. Inga underarter finns listade i Catalogue of Life.